# Strade Bianche féminines 2023
La 9e édition des Strade Bianche féminines a lieu le 4 mars 2023. C'est la cinquième manche de l'UCI World Tour féminin. Elle est remportée par la Néerlandaise Demi Vollering. 

## Équipes
| UCI Women's WorldTeams (13)- Canyon-SRAM Racing - Team DSM - EF Education-TIBCO-SVB - FDJ-Suez - Fenix-Deceuninck - Israel-Premier Tech Roland - Team Jumbo-Visma - Liv Racing TeqFind - Movistar Team - Team Jayco AlUla - SD Worx - Trek-Segafredo - UAE Team ADQ Équipes féminines continentales (11)- AG Insurance - Soudal Quick-Step Team - Aromitalia-Basso Bikes-Vaiano - Bepink - Born to win-Zhiraf-G20 - Ceratizit-WNT Pro Cycling - Cofidis - GB Junior Team Piemonte Pedale Castanese A.S.D. - Isolmant-Premac-Vittoria - Laboral Kutxa-Fundacion Euskadi - Team Mendelspeck - Top Girls Fassa Bortolo |
| |

## Parcours

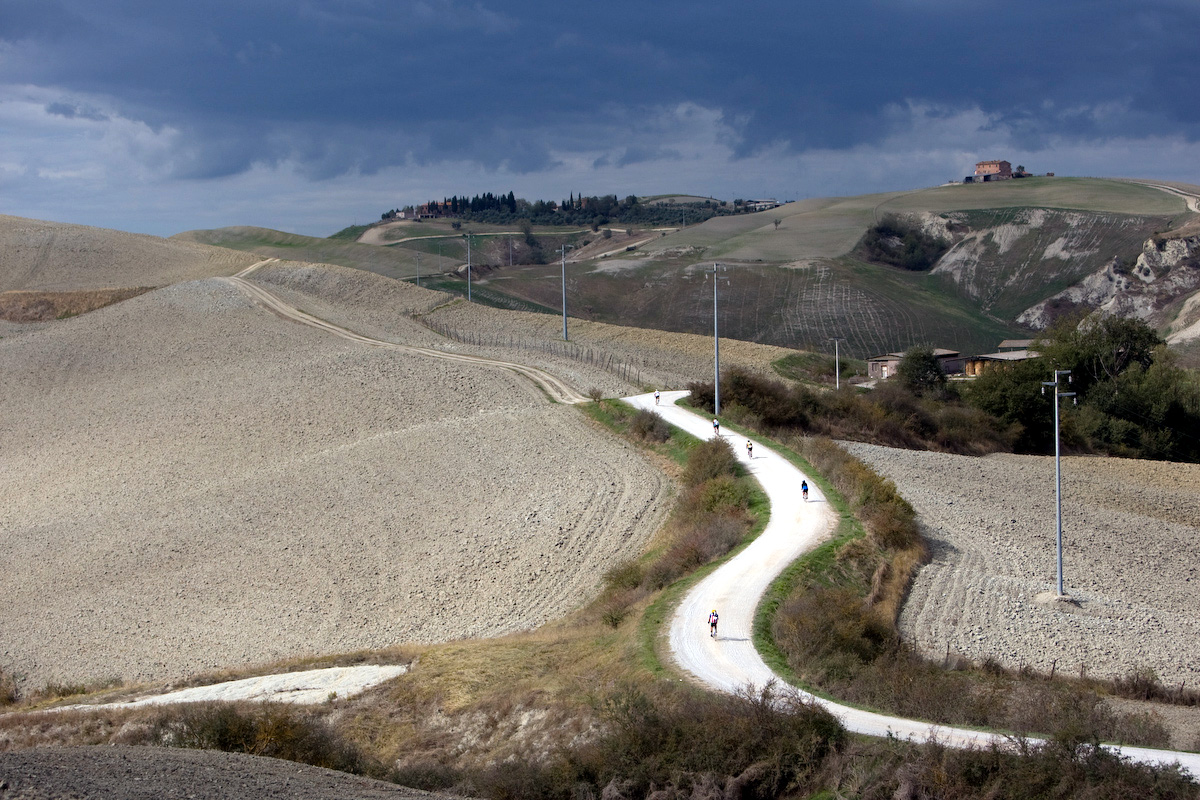
L'une des strade bianche.

La course commence et se termine à Sienne, dans le site du patrimoine mondial de l'UNESCO. La distance du parcours est portée à 136 kilomètres, tracée entièrement dans le sud de la province de Sienne en Toscane. La course est particulièrement connue pour ses routes blanches en gravier (strade bianche ou sterrati).
La course se déroule sur le terrain accidenté de la région rurale du Chianti et comprend huit secteurs de chemin en gravier. Le premier secteur se trouve seulement 17 km après le départ. Tous les secteurs sont communs avec les hommes. Le secteurs le plus long et le plus difficiles est celui de Lucignano (9,5 km). Le dernier tronçon de strade bianche est à 12 km de l'arrivée à Sienne,. la course se termine sur la célèbre Piazza del Campo de Sienne, après une montée étroite et pavée sur la Via Santa Caterina au cœur de la cité médiévale, avec des passages escarpés atteignant jusqu'à 16 % de pente maximale,.
Huit strade bianche sont au programme de cette édition :
| Secteur | Nom                   | Position                         | Longueur | Difficulté |
| ------- | --------------------- | -------------------------------- | -------- | ---------- |
| 1       | Vidritta              | entre le km 17,6 et le km 19,7   | 2 100 m  | 01         |
| 2       | Bagnaia               | entre le km 25 et le km 30,8     | 5 800 m  | 01         |
| 3       | Radi                  | entre le km 36,9 et le km 41,3   | 4 400 m  | 03         |
| 4       | La Piana              | entre le km 38,5 et le km 44     | 5 500 m  | 01         |
| 5       | San Martino in Grania | entre le km 67,5 et le km 77     | 9 500 m  | 03         |
| 6       | Monteaperti           | entre le km 111,3 et le km 112,1 | 800 m    | 01         |
| 7       | Colle Pinzuto         | entre le km 116,6 et le km 119   | 2 400 m  | 04         |
| 8       | Le Tolfe              | entre le km 123,0 et le km 124,1 | 1 100 m  | 03         |

## Favorites
La vainqueur sortante, Lotte Kopecky, vient de gagner le Circuit Het Nieuwsblad. Elle est donc logiquement de nouveau favorite. Annemiek van Vleuten est l'autre favorite. En l'absence d'Elisa Longo Borghini, Silvia Persico semble être la meilleure chance italienne. Katarzyna Niewiadoma et Puck Pieterse sont les autres outsiders.

## Récit de la course
Une échappée de quatre se forme dans le quatrième secteur, mais est repris dans le cinquième. À quarante-sept kilomètres de l'arrivée, Karlijn Swinkels attaque. Elle est rejointe par Kristen Faulkner. Leur avance atteint la minute trente. À trente-deux kilomètres de l'arrivée, Faulkner distance Swinkels. Derrière, dans le Monteaperti, Puck Pieterse accélère, mais ne parvient pas à sortir. Dans le Colle Pinzuto, Annemiek van Vleuten augmente le rythme. Seules Cecilie Uttrup Ludwig, Puck Pieterse, Liane Lippert, Lotte Kopecky, Katarzyna Niewiadoma et Demi Vollering parviennent à suivre. Cette dernière sort seule. Elle perd du temps quand un cheval vient perturber la course, mais reconstitue son avance ensuite. Dans Le Tolfe, Lotte Kopecky part à son tour et opère la jonction sur Vollering. Faulkner est reprise par le duo dans la montée finale. Les deux coéquipières se départagent au sprint. Vollering s'impose par la plus petite des marges.
Initialement troisième, Kristen Faulkner est disqualifiée quelques jours plus tard en raison de l'utilisation d'un glucomètre, appareil interdit par l'UCI.

## Affaire Kristen Faulkner
De multiples photos montrent que Kristen Faulkner portait durant la course un capteur de taux de glucose, ce qui est proscrit par l'UCI. Elle est finalement disqualifiée.

## Classements

### Classement final
| \| Classement général \| Classement général \| Classement général \| Classement général \| Classement général \| \| Coureuse \| Coureuse \| Pays \| Équipe \| Temps \| \| ------------------ \| --------------------- \| ------------------ \| ------------------ \| ------------------ \| \| 1re \| Demi Vollering \| Pays-Bas \| SD Worx \| 3 h 50 min 35 s \| \| 2e \| Lotte Kopecky \| Belgique \| SD Worx \| + 0 s \| \| 3e \| Kristen Faulkner \| États-Unis \| Team Jayco AlUla \| DQ \| \| 3e \| Cecilie Uttrup Ludwig \| Danemark \| FDJ-Suez \| + 2 min 01 s \| \| 4e \| Annemiek van Vleuten \| Pays-Bas \| Movistar Team \| + 2 min 01 s \| \| 5e \| Puck Pieterse \| Pays-Bas \| Fenix-Deceuninck \| + 2 min 15 s \| \| 6e \| Katarzyna Niewiadoma \| Pologne \| Canyon-SRAM Racing \| + 2 min 16 s \| \| 7e \| Liane Lippert \| Allemagne \| Movistar Team \| + 2 min 27 s \| \| 8e \| Riejanne Markus \| Pays-Bas \| Team Jumbo-Visma \| + 2 min 36 s \| \| 9e \| Pfeiffer Georgi \| Royaume-Uni \| Team DSM \| + 2 min 39 s \| \| 10e \| Floortje Mackaij \| Pays-Bas \| Movistar Team \| + 2 min 41 s \| |                       |             |                    |                 |
| |                       |             |                    |                 |
| Source : ProCyclingStats |                       |             |                    |                 |
| Classement général |                       |             |                    |                 |
| Coureuse | Coureuse              | Pays        | Équipe             | Temps           |
| 1re | Demi Vollering        | Pays-Bas    | SD Worx            | 3 h 50 min 35 s |
| 2e | Lotte Kopecky         | Belgique    | SD Worx            | + 0 s           |
| 3e | Kristen Faulkner      | États-Unis  | Team Jayco AlUla   | DQ              |
| 3e | Cecilie Uttrup Ludwig | Danemark    | FDJ-Suez           | + 2 min 01 s    |
| 4e | Annemiek van Vleuten  | Pays-Bas    | Movistar Team      | + 2 min 01 s    |
| 5e | Puck Pieterse         | Pays-Bas    | Fenix-Deceuninck   | + 2 min 15 s    |
| 6e | Katarzyna Niewiadoma  | Pologne     | Canyon-SRAM Racing | + 2 min 16 s    |
| 7e | Liane Lippert         | Allemagne   | Movistar Team      | + 2 min 27 s    |
| 8e | Riejanne Markus       | Pays-Bas    | Team Jumbo-Visma   | + 2 min 36 s    |
| 9e | Pfeiffer Georgi       | Royaume-Uni | Team DSM           | + 2 min 39 s    |
| 10e | Floortje Mackaij      | Pays-Bas    | Movistar Team      | + 2 min 41 s    |

### UCI World Tour

#### Points attribués
| Position           | 1er | 2e  | 3e  | 4e  | 5e  | 6e  | 7e  | 8e  | 9e | 10e | 11e | 12e | 13e | 14e | 15e | 16e à 20e | 21e à 30e | 31e à 40e |
| Classement général | 400 | 320 | 260 | 220 | 180 | 140 | 120 | 100 | 80 | 68  | 56  | 48  | 40  | 32  | 28  | 24        | 16        | 8         |

| Classement par points | Classement par points | Classement par points | Classement par points  | Classement par points |
| Coureuse              | Coureuse              | Pays                  | Équipe                 | Points                |
| --------------------- | --------------------- | --------------------- | ---------------------- | --------------------- |
| 1re                   | Amanda Spratt         | Australie             | Trek-Segafredo         | 730 pts               |
| 2e                    | Lotte Kopecky         | Belgique              | SD Worx                | 720 pts               |
| 3e                    | Grace Brown           | Australie             | FDJ-Suez               | 538 pts               |
| 4e                    | Elisa Longo Borghini  | Italie                | Trek-Segafredo         | 536 pts               |
| 5e                    | Loes Adegeest         | Pays-Bas              | FDJ-Suez               | 464 pts               |
| 6e                    | Lorena Wiebes         | Pays-Bas              | SD Worx                | 448 pts               |
| 7e                    | Georgia Williams      | Nouvelle-Zélande      | EF Education-TIBCO-SVB | 430 pts               |
| 8e                    | Demi Vollering        | Pays-Bas              | SD Worx                | 424 pts               |
| 9e                    | Ruby Roseman-Gannon   | Australie             | Team Jayco AlUla       | 376 pts               |
| 10e                   | Danielle De Francesco | Australie             | Zaaf Cycling Team      | 370 pts               |

| Classement par points | Classement par points | Classement par points | Classement par points  | Classement par points |
| Coureuse              | Coureuse              | Pays                  | Équipe                 | Points                |
| --------------------- | --------------------- | --------------------- | ---------------------- | --------------------- |
| 1re                   | Amanda Spratt         | Australie             | Trek-Segafredo         | 730 pts               |
| 2e                    | Lotte Kopecky         | Belgique              | SD Worx                | 720 pts               |
| 3e                    | Grace Brown           | Australie             | FDJ-Suez               | 538 pts               |
| 4e                    | Elisa Longo Borghini  | Italie                | Trek-Segafredo         | 536 pts               |
| 5e                    | Loes Adegeest         | Pays-Bas              | FDJ-Suez               | 464 pts               |
| 6e                    | Lorena Wiebes         | Pays-Bas              | SD Worx                | 448 pts               |
| 7e                    | Georgia Williams      | Nouvelle-Zélande      | EF Education-TIBCO-SVB | 430 pts               |
| 8e                    | Demi Vollering        | Pays-Bas              | SD Worx                | 424 pts               |
| 9e                    | Ruby Roseman-Gannon   | Australie             | Team Jayco AlUla       | 376 pts               |
| 10e                   | Danielle De Francesco | Australie             | Zaaf Cycling Team      | 370 pts               |

| Classement du meilleur jeune | Classement du meilleur jeune | Classement du meilleur jeune | Classement du meilleur jeune | Classement du meilleur jeune |
| Coureuse                     | Coureuse                     | Pays                         | Équipe                       | Points                       |
| ---------------------------- | ---------------------------- | ---------------------------- | ---------------------------- | ---------------------------- |
| 1re                          | Henrietta Christie           | Nouvelle-Zélande             | Human Powered Health         | 10 pts                       |
| 2e                           | Anna Shackley                | Royaume-Uni                  | SD Worx                      | 8 pts                        |
| 3e                           | Puck Pieterse                | Pays-Bas                     | Fenix-Deceuninck             | 6 pts                        |

| Classement du meilleur jeune | Classement du meilleur jeune | Classement du meilleur jeune | Classement du meilleur jeune | Classement du meilleur jeune |
| Coureuse                     | Coureuse                     | Pays                         | Équipe                       | Points                       |
| ---------------------------- | ---------------------------- | ---------------------------- | ---------------------------- | ---------------------------- |
| 1re                          | Henrietta Christie           | Nouvelle-Zélande             | Human Powered Health         | 10 pts                       |
| 2e                           | Anna Shackley                | Royaume-Uni                  | SD Worx                      | 8 pts                        |
| 3e                           | Puck Pieterse                | Pays-Bas                     | Fenix-Deceuninck             | 6 pts                        |

| Classement par équipes aux points | Classement par équipes aux points | Classement par équipes aux points | Classement par équipes aux points |
| Équipe                            | Équipe                            | Pays                              | Points                            |
| --------------------------------- | --------------------------------- | --------------------------------- | --------------------------------- |
| 1re                               | SD Worx                           | Pays-Bas                          | 7793 pts                          |
| 2e                                | Trek-Segafredo                    | États-Unis                        | 5237 pts                          |
| 3e                                | Canyon-SRAM Racing                | Allemagne                         | 4281 pts                          |
| 4e                                | FDJ-Suez                          | France                            | 3638 pts                          |
| 5e                                | Movistar Team                     | Espagne                           | 3060 pts                          |
| 6e                                | Team DSM                          | Pays-Bas                          | 2641 pts                          |
| 7e                                | UAE Team ADQ                      | Émirats arabes unis               | 2605 pts                          |
| 8e                                | Team Jumbo-Visma                  | Pays-Bas                          | 2045 pts                          |
| 9e                                | EF Education-TIBCO-SVB            | États-Unis                        | 1444 pts                          |
| 10e                               | Fenix-Deceuninck                  | Belgique                          | 1386 pts                          |

| Classement par équipes aux points | Classement par équipes aux points | Classement par équipes aux points | Classement par équipes aux points |
| Équipe                            | Équipe                            | Pays                              | Points                            |
| --------------------------------- | --------------------------------- | --------------------------------- | --------------------------------- |
| 1re                               | SD Worx                           | Pays-Bas                          | 7793 pts                          |
| 2e                                | Trek-Segafredo                    | États-Unis                        | 5237 pts                          |
| 3e                                | Canyon-SRAM Racing                | Allemagne                         | 4281 pts                          |
| 4e                                | FDJ-Suez                          | France                            | 3638 pts                          |
| 5e                                | Movistar Team                     | Espagne                           | 3060 pts                          |
| 6e                                | Team DSM                          | Pays-Bas                          | 2641 pts                          |
| 7e                                | UAE Team ADQ                      | Émirats arabes unis               | 2605 pts                          |
| 8e                                | Team Jumbo-Visma                  | Pays-Bas                          | 2045 pts                          |
| 9e                                | EF Education-TIBCO-SVB            | États-Unis                        | 1444 pts                          |
| 10e                               | Fenix-Deceuninck                  | Belgique                          | 1386 pts                          |

## Liste des participantes
| Légende | Légende                                                                    | Légende | Légende                                                    |
| ------- | -------------------------------------------------------------------------- | ------- | ---------------------------------------------------------- |
| Num     | Dossard de départ porté par le coureur sur ces Strade Bianche              | Pos     | Position à l'arrivée de la course                          |
|         | Indique un maillot de champion national ou mondial, suivi de sa spécialité | NP      | Indique un coureur qui n'a pas pris le départ de la course |
| AB      | Indique un coureur qui n'a pas terminé la course                           | HD      | Indique un coureur qui a terminé la course hors des délais |

| SD Worx SDW | SD Worx SDW              | SD Worx SDW |
| ----------- | ------------------------ | ----------- |
| Num         | Coureuse                 | Pos         |
| 1           | Lotte Kopecky (BEL)      | 2e          |
| 2           | Mischa Bredewold (NED)   | 35e         |
| 3           | Elena Cecchini (ITA)     | 63e         |
| 4           | Niamh Fisher-Black (NZL) | 30e         |
| 5           | Anna Shackley (GBR)      | 27e         |
| 6           | Demi Vollering (NED)     | 1re         |

| AG Insurance-Soudal Quick-Step AGS | AG Insurance-Soudal Quick-Step AGS | AG Insurance-Soudal Quick-Step AGS |
| ---------------------------------- | ---------------------------------- | ---------------------------------- |
| Num                                | Coureuse                           | Pos                                |
| 11                                 | Ashleigh Moolman (RSA)             | 12e                                |
| 12                                 | Mireia Benito (ESP)                | 57e                                |
| 13                                 | Julia Borgström (SWE)              | 67e                                |
| 14                                 | Marthe Goossens (BEL)              | 64e                                |
| 15                                 | Anya Louw (AUS)                    | NP                                 |
| 16                                 | Gaia Masetti (ITA)                 | 51e                                |

| Aromitalia-Basso Bikes-Vaiano VAI | Aromitalia-Basso Bikes-Vaiano VAI | Aromitalia-Basso Bikes-Vaiano VAI |
| --------------------------------- | --------------------------------- | --------------------------------- |
| Num                               | Coureuse                          | Pos                               |
| 21                                | Rasa Leleivytė (LTU) (route)      | HD                                |
| 22                                | Francesca Balducci (ITA)          | AB                                |
| 23                                | Francesca Baroni (ITA)            | 54e                               |
| 24                                | Fanny Bonini (ITA)                | AB                                |
| 25                                | Milena Del Sarto (ITA)            | AB                                |
| 26                                | Lara Scarselli (ITA)              | AB                                |

| Bepink BPK | Bepink BPK                   | Bepink BPK |
| ---------- | ---------------------------- | ---------- |
| Num        | Coureuse                     | Pos        |
| 31         | Silvia Zanardi (ITA)         | 66e        |
| 32         | Valentina Basilico (ITA)     | AB         |
| 33         | Nora Jenčušová (SVK) (route) | AB         |
| 34         | Jade Teolis (FRA)            | AB         |
| 35         | Giorgia Vettorello (ITA)     | 71e        |
| 36         | Matilde Vitillo (ITA)        | 50e        |

| Italie ITA | Italie ITA        | Italie ITA |
| ---------- | ----------------- | ---------- |
| Num        | Coureuse          | Pos        |
| 41         | Sara Casasola     | 70e        |
| 42         | Silvia Bortolotti | AB         |
| 43         | Rachele Bonzanini | AB         |
| 44         | Giulia Luciani    | AB         |
| 45         | Sofia Barbieri    | AB         |
| 46         | Emma Zanetti      | AB         |

| Canyon-SRAM Racing CSR | Canyon-SRAM Racing CSR         | Canyon-SRAM Racing CSR |
| ---------------------- | ------------------------------ | ---------------------- |
| Num                    | Coureuse                       | Pos                    |
| 51                     | Katarzyna Niewiadoma (POL)     | 6e                     |
| 52                     | Ricarda Bauernfeind (GER)      | 16e                    |
| 53                     | Elise Chabbey (SUI)            | 25e                    |
| 54                     | Tiffany Cromwell (AUS)         | 74e                    |
| 55                     | Soraya Paladin (ITA)           | 22e                    |
| 56                     | Agnieszka Skalniak-Sójka (POL) | 56e                    |

| Ceratizit-WNT Pro Cycling WNT | Ceratizit-WNT Pro Cycling WNT | Ceratizit-WNT Pro Cycling WNT |
| ----------------------------- | ----------------------------- | ----------------------------- |
| Num                           | Coureuse                      | Pos                           |
| 61                            | Arianna Fidanza (ITA)         | HD                            |
| 62                            | Alice Maria Arzuffi (ITA)     | 19e                           |
| 63                            | Nina Berton (LUX)             | 47e                           |
| 65                            | Cédrine Kerbaol (FRA)         | 46e                           |
| 66                            | Marta Lach (POL)              | 49e                           |

| Cofidis COF | Cofidis COF          | Cofidis COF |
| ----------- | -------------------- | ----------- |
| Num         | Coureuse             | Pos         |
| 71          | Martina Alzini (ITA) | HD          |
| 72          | Morgane Coston (FRA) | 41e         |
| 73          | Séverine Eraud (FRA) | AB          |
| 74          | Špela Kern (SLO)     | 18e         |
| 75          | Flavie Boulais (FRA) | AB          |
| 76          | Rachel Neylan (AUS)  | AB          |

| EF Education-TIBCO-SVB TIB | EF Education-TIBCO-SVB TIB | EF Education-TIBCO-SVB TIB |
| -------------------------- | -------------------------- | -------------------------- |
| Num                        | Coureuse                   | Pos                        |
| 81                         | Alison Jackson (CAN)       | 39e                        |
| 82                         | Letizia Borghesi (ITA)     | 40e                        |
| 83                         | Veronica Ewers (USA)       | 34e                        |
| 84                         | Sara Poidevin (CAN)        | 68e                        |
| 85                         | Abi Smith (GBR)            | AB                         |
| 86                         | Lauren Stephens (USA)      | 20e                        |

| FDJ-Suez FST | FDJ-Suez FST                        | FDJ-Suez FST |
| ------------ | ----------------------------------- | ------------ |
| Num          | Coureuse                            | Pos          |
| 91           | Cecilie Uttrup Ludwig (DEN) (route) | 3e           |
| 92           | Stine Borgli (NOR)                  | HD           |
| 93           | Grace Brown (AUS)                   | 15e          |
| 94           | Vittoria Guazzini (ITA)             | 61e          |
| 95           | Marie Le Net (FRA)                  | 69e          |
| 96           | Gladys Verhulst (FRA)               | 55e          |

| Fenix-Deceuninck FED | Fenix-Deceuninck FED                  | Fenix-Deceuninck FED |
| -------------------- | ------------------------------------- | -------------------- |
| Num                  | Coureuse                              | Pos                  |
| 101                  | Puck Pieterse (NED)                   | 5e                   |
| 102                  | Yara Kastelijn (NED)                  | 14e                  |
| 103                  | Greta Marturano (ITA)                 | HD                   |
| 104                  | Carina Schrempf (AUT)                 | 38e                  |
| 105                  | Christina Schweinberger (AUT) (route) | 21e                  |
| 106                  | Sophie Wright (GBR)                   | HD                   |

| Italie ITA | Italie ITA            | Italie ITA |
| ---------- | --------------------- | ---------- |
| Num        | Coureuse              | Pos        |
| 111        | Gemma Sernissi        | HD         |
| 112        | Benedetta della Corte | AB         |
| 113        | Giulia Giuliani       | AB         |
| 114        | Vittoria Ruffilli     | AB         |
| 115        | Chiara Sacchi         | AB         |
| 116        | Sylvie Truc           | AB         |

| Isolmant-Premac-Vittoria SBT | Isolmant-Premac-Vittoria SBT | Isolmant-Premac-Vittoria SBT |
| ---------------------------- | ---------------------------- | ---------------------------- |
| Num                          | Coureuse                     | Pos                          |
| 121                          | Asia Zontone (ITA)           | AB                           |
| 122                          | Carlotta Borello (ITA)       | AB                           |
| 124                          | Valeria Curnis (ITA)         | AB                           |
| 125                          | Noemi Lucrezia Eremita (ITA) | AB                           |
| 126                          | Beatrice Rossato (ITA)       | AB                           |

| Israel-Premier Tech Roland CGS | Israel-Premier Tech Roland CGS | Israel-Premier Tech Roland CGS |
| ------------------------------ | ------------------------------ | ------------------------------ |
| Num                            | Coureuse                       | Pos                            |
| 131                            | Tamara Dronova (RUS) (route)   | 43e                            |
| 133                            | Mia Griffin (IRL)              | AB                             |
| 134                            | Silvia Magri (ITA)             | AB                             |
| 135                            | Claire Steels (GBR)            | 26e                            |
| 136                            | Lara Vieceli (ITA)             | AB                             |

| Laboral Kutxa-Fundación Euskadi LKF | Laboral Kutxa-Fundación Euskadi LKF | Laboral Kutxa-Fundación Euskadi LKF |
| ----------------------------------- | ----------------------------------- | ----------------------------------- |
| Num                                 | Coureuse                            | Pos                                 |
| 141                                 | Eider Merino (ESP)                  | HD                                  |
| 142                                 | Yurani Blanco (ESP)                 | 73e                                 |
| 143                                 | Idoia Eraso (ESP)                   | AB                                  |
| 144                                 | Nadia Quagliotto (ITA)              | HD                                  |
| 145                                 | Aileen Schweikart (GER)             | 48e                                 |
| 146                                 | Alba Teruel (ESP)                   | AB                                  |

| Liv Racing TeqFind LIV | Liv Racing TeqFind LIV         | Liv Racing TeqFind LIV |
| ---------------------- | ------------------------------ | ---------------------- |
| Num                    | Coureuse                       | Pos                    |
| 151                    | Mavi García (ESP) (route)      | 11e                    |
| 152                    | Caroline Andersson (SWE)       | HD                     |
| 153                    | Tereza Neumanová (CZE) (route) | 58e                    |
| 154                    | Katia Ragusa (ITA)             | 42e                    |
| 155                    | Sabrina Stultiens (NED)        | 33e                    |

| Movistar Team MOV | Movistar Team MOV                  | Movistar Team MOV |
| ----------------- | ---------------------------------- | ----------------- |
| Num               | Coureuse                           | Pos               |
| 161               | Annemiek van Vleuten (NED) (route) | 4e                |
| 162               | Emma Norsgaard (DEN)               | AB                |
| 163               | Sheyla Gutiérrez (ESP)             | 72e               |
| 164               | Liane Lippert (GER) (route)        | 7e                |
| 165               | Floortje Mackaij (NED)             | 10e               |
| 166               | Paula Patiño (COL)                 | 53e               |

| Team DSM DSM | Team DSM DSM            | Team DSM DSM |
| ------------ | ----------------------- | ------------ |
| Num          | Coureuse                | Pos          |
| 171          | Juliette Labous (FRA)   | 36e          |
| 172          | Francesca Barale (ITA)  | 65e          |
| 173          | Eleonora Ciabocco (ITA) | HD           |
| 174          | Léa Curinier (FRA)      | HD           |
| 175          | Pfeiffer Georgi (GBR)   | 9e           |
| 176          | Becky Storrie (GBR)     | AB           |

| Team Jayco AlUla BEX | Team Jayco AlUla BEX      | Team Jayco AlUla BEX |
| -------------------- | ------------------------- | -------------------- |
| Num                  | Coureuse                  | Pos                  |
| 181                  | Ane Santesteban (ESP)     | 13e                  |
| 182                  | Jessica Allen (AUS)       | AB                   |
| 183                  | Kristen Faulkner (USA)    | DQ                   |
| 184                  | Ingvild Gåskjenn (NOR)    | HD                   |
| 185                  | Letizia Paternoster (ITA) | 44e                  |
| 186                  | Ruby Roseman-Gannon (AUS) | 24e                  |

| Team Jumbo-Visma TJV | Team Jumbo-Visma TJV          | Team Jumbo-Visma TJV |
| -------------------- | ----------------------------- | -------------------- |
| Num                  | Coureuse                      | Pos                  |
| 191                  | Coryn Labecki (USA)           | AB                   |
| 192                  | Teuntje Beekhuis (NED)        | 45e                  |
| 193                  | Amber Kraak (NED)             | 32e                  |
| 194                  | Riejanne Markus (NED) (route) | 8e                   |
| 195                  | Karlijn Swinkels (NED)        | 28e                  |
| 196                  | Eva van Agt (NED)             | 37e                  |

| Team Mendelspeck MDS | Team Mendelspeck MDS     | Team Mendelspeck MDS |
| -------------------- | ------------------------ | -------------------- |
| Num                  | Coureuse                 | Pos                  |
| 201                  | Francesca Pisciali (ITA) | AB                   |
| 202                  | Monica Castagna (ITA)    | AB                   |
| 203                  | Eva Maria Gatscher (ITA) | AB                   |
| 204                  | Angela Oro (ITA)         | AB                   |
| 205                  | Beatrice Pozzobon (ITA)  | AB                   |
| 206                  | Martina Sanfilippo (ITA) | AB                   |

| Top Girls Fassa Bortolo TOP | Top Girls Fassa Bortolo TOP | Top Girls Fassa Bortolo TOP |
| --------------------------- | --------------------------- | --------------------------- |
| Num                         | Coureuse                    | Pos                         |
| 211                         | Alessia Vigilia (ITA)       | 52e                         |
| 212                         | Giorgia Bariani (ITA)       | AB                          |
| 213                         | Alessia Missiaggia (ITA)    | AB                          |
| 214                         | Iris Monticolo (ITA)        | AB                          |
| 215                         | Alice Palazzi (ITA)         | AB                          |
| 216                         | Cristina Tonetti (ITA)      | AB                          |

| Trek-Segafredo TFS | Trek-Segafredo TFS           | Trek-Segafredo TFS |
| ------------------ | ---------------------------- | ------------------ |
| Num                | Coureuse                     | Pos                |
| 221                | Elisa Balsamo (ITA) (route)  | 31e                |
| 222                | Elynor Bäckstedt (GBR)       | AB                 |
| 223                | Brodie Chapman (AUS) (route) | AB                 |
| 225                | Amanda Spratt (AUS)          | 17e                |
| 226                | Tayler Wiles (USA)           | AB                 |

| UAE Team ADQ UAD | UAE Team ADQ UAD       | UAE Team ADQ UAD |
| ---------------- | ---------------------- | ---------------- |
| Num              | Coureuse               | Pos              |
| 231              | Silvia Persico (ITA)   | 62e              |
| 232              | Alena Amialiusik (BLR) | 29e              |
| 233              | Olivia Baril (CAN)     | 60e              |
| 234              | Sofia Bertizzolo (ITA) | AB               |
| 235              | Mikayla Harvey (NZL)   | 59e              |
| 236              | Erica Magnaldi (ITA)   | 23e              |

| SD Worx SDW | SD Worx SDW              | SD Worx SDW |
| ----------- | ------------------------ | ----------- |
| Num         | Coureuse                 | Pos         |
| 1           | Lotte Kopecky (BEL)      | 2e          |
| 2           | Mischa Bredewold (NED)   | 35e         |
| 3           | Elena Cecchini (ITA)     | 63e         |
| 4           | Niamh Fisher-Black (NZL) | 30e         |
| 5           | Anna Shackley (GBR)      | 27e         |
| 6           | Demi Vollering (NED)     | 1re         |

| AG Insurance-Soudal Quick-Step AGS | AG Insurance-Soudal Quick-Step AGS | AG Insurance-Soudal Quick-Step AGS |
| ---------------------------------- | ---------------------------------- | ---------------------------------- |
| Num                                | Coureuse                           | Pos                                |
| 11                                 | Ashleigh Moolman (RSA)             | 12e                                |
| 12                                 | Mireia Benito (ESP)                | 57e                                |
| 13                                 | Julia Borgström (SWE)              | 67e                                |
| 14                                 | Marthe Goossens (BEL)              | 64e                                |
| 15                                 | Anya Louw (AUS)                    | NP                                 |
| 16                                 | Gaia Masetti (ITA)                 | 51e                                |

| Aromitalia-Basso Bikes-Vaiano VAI | Aromitalia-Basso Bikes-Vaiano VAI | Aromitalia-Basso Bikes-Vaiano VAI |
| --------------------------------- | --------------------------------- | --------------------------------- |
| Num                               | Coureuse                          | Pos                               |
| 21                                | Rasa Leleivytė (LTU) (route)      | HD                                |
| 22                                | Francesca Balducci (ITA)          | AB                                |
| 23                                | Francesca Baroni (ITA)            | 54e                               |
| 24                                | Fanny Bonini (ITA)                | AB                                |
| 25                                | Milena Del Sarto (ITA)            | AB                                |
| 26                                | Lara Scarselli (ITA)              | AB                                |

| Bepink BPK | Bepink BPK                   | Bepink BPK |
| ---------- | ---------------------------- | ---------- |
| Num        | Coureuse                     | Pos        |
| 31         | Silvia Zanardi (ITA)         | 66e        |
| 32         | Valentina Basilico (ITA)     | AB         |
| 33         | Nora Jenčušová (SVK) (route) | AB         |
| 34         | Jade Teolis (FRA)            | AB         |
| 35         | Giorgia Vettorello (ITA)     | 71e        |
| 36         | Matilde Vitillo (ITA)        | 50e        |

| Italie ITA | Italie ITA        | Italie ITA |
| ---------- | ----------------- | ---------- |
| Num        | Coureuse          | Pos        |
| 41         | Sara Casasola     | 70e        |
| 42         | Silvia Bortolotti | AB         |
| 43         | Rachele Bonzanini | AB         |
| 44         | Giulia Luciani    | AB         |
| 45         | Sofia Barbieri    | AB         |
| 46         | Emma Zanetti      | AB         |

| Canyon-SRAM Racing CSR | Canyon-SRAM Racing CSR         | Canyon-SRAM Racing CSR |
| ---------------------- | ------------------------------ | ---------------------- |
| Num                    | Coureuse                       | Pos                    |
| 51                     | Katarzyna Niewiadoma (POL)     | 6e                     |
| 52                     | Ricarda Bauernfeind (GER)      | 16e                    |
| 53                     | Elise Chabbey (SUI)            | 25e                    |
| 54                     | Tiffany Cromwell (AUS)         | 74e                    |
| 55                     | Soraya Paladin (ITA)           | 22e                    |
| 56                     | Agnieszka Skalniak-Sójka (POL) | 56e                    |

| Ceratizit-WNT Pro Cycling WNT | Ceratizit-WNT Pro Cycling WNT | Ceratizit-WNT Pro Cycling WNT |
| ----------------------------- | ----------------------------- | ----------------------------- |
| Num                           | Coureuse                      | Pos                           |
| 61                            | Arianna Fidanza (ITA)         | HD                            |
| 62                            | Alice Maria Arzuffi (ITA)     | 19e                           |
| 63                            | Nina Berton (LUX)             | 47e                           |
| 65                            | Cédrine Kerbaol (FRA)         | 46e                           |
| 66                            | Marta Lach (POL)              | 49e                           |

| Cofidis COF | Cofidis COF          | Cofidis COF |
| ----------- | -------------------- | ----------- |
| Num         | Coureuse             | Pos         |
| 71          | Martina Alzini (ITA) | HD          |
| 72          | Morgane Coston (FRA) | 41e         |
| 73          | Séverine Eraud (FRA) | AB          |
| 74          | Špela Kern (SLO)     | 18e         |
| 75          | Flavie Boulais (FRA) | AB          |
| 76          | Rachel Neylan (AUS)  | AB          |

| EF Education-TIBCO-SVB TIB | EF Education-TIBCO-SVB TIB | EF Education-TIBCO-SVB TIB |
| -------------------------- | -------------------------- | -------------------------- |
| Num                        | Coureuse                   | Pos                        |
| 81                         | Alison Jackson (CAN)       | 39e                        |
| 82                         | Letizia Borghesi (ITA)     | 40e                        |
| 83                         | Veronica Ewers (USA)       | 34e                        |
| 84                         | Sara Poidevin (CAN)        | 68e                        |
| 85                         | Abi Smith (GBR)            | AB                         |
| 86                         | Lauren Stephens (USA)      | 20e                        |

| FDJ-Suez FST | FDJ-Suez FST                        | FDJ-Suez FST |
| ------------ | ----------------------------------- | ------------ |
| Num          | Coureuse                            | Pos          |
| 91           | Cecilie Uttrup Ludwig (DEN) (route) | 3e           |
| 92           | Stine Borgli (NOR)                  | HD           |
| 93           | Grace Brown (AUS)                   | 15e          |
| 94           | Vittoria Guazzini (ITA)             | 61e          |
| 95           | Marie Le Net (FRA)                  | 69e          |
| 96           | Gladys Verhulst (FRA)               | 55e          |

| Fenix-Deceuninck FED | Fenix-Deceuninck FED                  | Fenix-Deceuninck FED |
| -------------------- | ------------------------------------- | -------------------- |
| Num                  | Coureuse                              | Pos                  |
| 101                  | Puck Pieterse (NED)                   | 5e                   |
| 102                  | Yara Kastelijn (NED)                  | 14e                  |
| 103                  | Greta Marturano (ITA)                 | HD                   |
| 104                  | Carina Schrempf (AUT)                 | 38e                  |
| 105                  | Christina Schweinberger (AUT) (route) | 21e                  |
| 106                  | Sophie Wright (GBR)                   | HD                   |

| Italie ITA | Italie ITA            | Italie ITA |
| ---------- | --------------------- | ---------- |
| Num        | Coureuse              | Pos        |
| 111        | Gemma Sernissi        | HD         |
| 112        | Benedetta della Corte | AB         |
| 113        | Giulia Giuliani       | AB         |
| 114        | Vittoria Ruffilli     | AB         |
| 115        | Chiara Sacchi         | AB         |
| 116        | Sylvie Truc           | AB         |

| Isolmant-Premac-Vittoria SBT | Isolmant-Premac-Vittoria SBT | Isolmant-Premac-Vittoria SBT |
| ---------------------------- | ---------------------------- | ---------------------------- |
| Num                          | Coureuse                     | Pos                          |
| 121                          | Asia Zontone (ITA)           | AB                           |
| 122                          | Carlotta Borello (ITA)       | AB                           |
| 124                          | Valeria Curnis (ITA)         | AB                           |
| 125                          | Noemi Lucrezia Eremita (ITA) | AB                           |
| 126                          | Beatrice Rossato (ITA)       | AB                           |

| Israel-Premier Tech Roland CGS | Israel-Premier Tech Roland CGS | Israel-Premier Tech Roland CGS |
| ------------------------------ | ------------------------------ | ------------------------------ |
| Num                            | Coureuse                       | Pos                            |
| 131                            | Tamara Dronova (RUS) (route)   | 43e                            |
| 133                            | Mia Griffin (IRL)              | AB                             |
| 134                            | Silvia Magri (ITA)             | AB                             |
| 135                            | Claire Steels (GBR)            | 26e                            |
| 136                            | Lara Vieceli (ITA)             | AB                             |

| Laboral Kutxa-Fundación Euskadi LKF | Laboral Kutxa-Fundación Euskadi LKF | Laboral Kutxa-Fundación Euskadi LKF |
| ----------------------------------- | ----------------------------------- | ----------------------------------- |
| Num                                 | Coureuse                            | Pos                                 |
| 141                                 | Eider Merino (ESP)                  | HD                                  |
| 142                                 | Yurani Blanco (ESP)                 | 73e                                 |
| 143                                 | Idoia Eraso (ESP)                   | AB                                  |
| 144                                 | Nadia Quagliotto (ITA)              | HD                                  |
| 145                                 | Aileen Schweikart (GER)             | 48e                                 |
| 146                                 | Alba Teruel (ESP)                   | AB                                  |

| Liv Racing TeqFind LIV | Liv Racing TeqFind LIV         | Liv Racing TeqFind LIV |
| ---------------------- | ------------------------------ | ---------------------- |
| Num                    | Coureuse                       | Pos                    |
| 151                    | Mavi García (ESP) (route)      | 11e                    |
| 152                    | Caroline Andersson (SWE)       | HD                     |
| 153                    | Tereza Neumanová (CZE) (route) | 58e                    |
| 154                    | Katia Ragusa (ITA)             | 42e                    |
| 155                    | Sabrina Stultiens (NED)        | 33e                    |

| Movistar Team MOV | Movistar Team MOV                  | Movistar Team MOV |
| ----------------- | ---------------------------------- | ----------------- |
| Num               | Coureuse                           | Pos               |
| 161               | Annemiek van Vleuten (NED) (route) | 4e                |
| 162               | Emma Norsgaard (DEN)               | AB                |
| 163               | Sheyla Gutiérrez (ESP)             | 72e               |
| 164               | Liane Lippert (GER) (route)        | 7e                |
| 165               | Floortje Mackaij (NED)             | 10e               |
| 166               | Paula Patiño (COL)                 | 53e               |

| Team DSM DSM | Team DSM DSM            | Team DSM DSM |
| ------------ | ----------------------- | ------------ |
| Num          | Coureuse                | Pos          |
| 171          | Juliette Labous (FRA)   | 36e          |
| 172          | Francesca Barale (ITA)  | 65e          |
| 173          | Eleonora Ciabocco (ITA) | HD           |
| 174          | Léa Curinier (FRA)      | HD           |
| 175          | Pfeiffer Georgi (GBR)   | 9e           |
| 176          | Becky Storrie (GBR)     | AB           |

| Team Jayco AlUla BEX | Team Jayco AlUla BEX      | Team Jayco AlUla BEX |
| -------------------- | ------------------------- | -------------------- |
| Num                  | Coureuse                  | Pos                  |
| 181                  | Ane Santesteban (ESP)     | 13e                  |
| 182                  | Jessica Allen (AUS)       | AB                   |
| 183                  | Kristen Faulkner (USA)    | DQ                   |
| 184                  | Ingvild Gåskjenn (NOR)    | HD                   |
| 185                  | Letizia Paternoster (ITA) | 44e                  |
| 186                  | Ruby Roseman-Gannon (AUS) | 24e                  |

| Team Jumbo-Visma TJV | Team Jumbo-Visma TJV          | Team Jumbo-Visma TJV |
| -------------------- | ----------------------------- | -------------------- |
| Num                  | Coureuse                      | Pos                  |
| 191                  | Coryn Labecki (USA)           | AB                   |
| 192                  | Teuntje Beekhuis (NED)        | 45e                  |
| 193                  | Amber Kraak (NED)             | 32e                  |
| 194                  | Riejanne Markus (NED) (route) | 8e                   |
| 195                  | Karlijn Swinkels (NED)        | 28e                  |
| 196                  | Eva van Agt (NED)             | 37e                  |

| Team Mendelspeck MDS | Team Mendelspeck MDS     | Team Mendelspeck MDS |
| -------------------- | ------------------------ | -------------------- |
| Num                  | Coureuse                 | Pos                  |
| 201                  | Francesca Pisciali (ITA) | AB                   |
| 202                  | Monica Castagna (ITA)    | AB                   |
| 203                  | Eva Maria Gatscher (ITA) | AB                   |
| 204                  | Angela Oro (ITA)         | AB                   |
| 205                  | Beatrice Pozzobon (ITA)  | AB                   |
| 206                  | Martina Sanfilippo (ITA) | AB                   |

| Top Girls Fassa Bortolo TOP | Top Girls Fassa Bortolo TOP | Top Girls Fassa Bortolo TOP |
| --------------------------- | --------------------------- | --------------------------- |
| Num                         | Coureuse                    | Pos                         |
| 211                         | Alessia Vigilia (ITA)       | 52e                         |
| 212                         | Giorgia Bariani (ITA)       | AB                          |
| 213                         | Alessia Missiaggia (ITA)    | AB                          |
| 214                         | Iris Monticolo (ITA)        | AB                          |
| 215                         | Alice Palazzi (ITA)         | AB                          |
| 216                         | Cristina Tonetti (ITA)      | AB                          |

| Trek-Segafredo TFS | Trek-Segafredo TFS           | Trek-Segafredo TFS |
| ------------------ | ---------------------------- | ------------------ |
| Num                | Coureuse                     | Pos                |
| 221                | Elisa Balsamo (ITA) (route)  | 31e                |
| 222                | Elynor Bäckstedt (GBR)       | AB                 |
| 223                | Brodie Chapman (AUS) (route) | AB                 |
| 225                | Amanda Spratt (AUS)          | 17e                |
| 226                | Tayler Wiles (USA)           | AB                 |

| UAE Team ADQ UAD | UAE Team ADQ UAD       | UAE Team ADQ UAD |
| ---------------- | ---------------------- | ---------------- |
| Num              | Coureuse               | Pos              |
| 231              | Silvia Persico (ITA)   | 62e              |
| 232              | Alena Amialiusik (BLR) | 29e              |
| 233              | Olivia Baril (CAN)     | 60e              |
| 234              | Sofia Bertizzolo (ITA) | AB               |
| 235              | Mikayla Harvey (NZL)   | 59e              |
| 236              | Erica Magnaldi (ITA)   | 23e              |